# Poveste de Crăciun (film)
Poveste de Crăciun (engleză: A Christmas Story) este un film de comedie american de Crăciun. Se bazează pe povestirile și anecdotele semi-fictive ale autorului și povestitorului Jean Shepherd (din cartea sa In God We Trust, All Others Pay Cash) cu unele elemente inspirate din Wanda Hickey's Night of Golden Memories. Este regizat de Bob Clark. A devenit un film clasic de vacanță și este prezentat de mai multe ori la televiziune în timpul sezonului de Crăciun pe rețea TBS, de cele mai multe ori într-un maraton TV de 24 de ore.
În 2012,  a fost selectat pentru a fi inclus în Registrul Național de Film de către Biblioteca Congresului fiind considerat "important cultural, istoric sau estetic".

## Prezentare
Având nouă ani, Ralphie Parker este un băiat care vrea un singur lucru de Crăciun: o pușcă cu aer comprimat Red Ryder. Dorința lui Ralphie este respinsă de mama sa, de învățătoarea sa, domnișoara Shields, și chiar de vânzătorul de la magazin, toți avertizându-l că: "își va scoate ochii cu ea".
Dimineața de Crăciun sosește și Ralphie se „scufundă” în cadourile sale. În cele din urmă, Ralphie  este dezamăgit că nu a primit lucrul pe care și-l dorea cel mai mult. După ce se pare că toate cadourile au fost deschise, tatăl Ralphie, care este denumit pe parcursul filmului ca "Bătrânul", îl sfătuiește pe Ralphie să se uite la un ultim cadou pe care l-a ascuns. Ralphie îl deschide și descoperă pușca Red Ryder mult visată.
Ralphie iese cu arma afară și trage într-o țintă cocoțată pe un semn metalic aflat în curtea din spate. Cu toate acestea, cartușul BB ricoșează înapoi și îi sparge ochelarii lui Ralphie. În timp ce-i caută, crezând că împușcătura l-a orbit, Ralphie calcă pe ochelari și-i sparge. Pentru a ascunde această faptă, Ralphie îi spune mamei sale că  un sloi de gheață este cel responsabil pentru accident. Mama sa, care n-a văzut ce s-a întâmplat în realitate, îl crede.
Filmul se încheie cu Ralphie culcat în pat în noaptea de Crăciun având arma cu el. Vocea lui Ralphie adult afirmă pe fundal că acest lucru a fost cel mai frumos cadou pe care l-a primit sau îl va primi vreodată.

## Distribuție
- Peter Billingsley ca Ralphie Parker
- Jean Shepherd ca Ralphie adult (voce)
- Ian Petrella ca Randy Parker
- Darren McGavin ca Dl. Parker (The Old Man)
- Melinda Dillon ca Dna. Parker
- Scott Schwartz ca Flick
- R.D. Robb ca Schwartz
- Zack Ward ca Scut Farkus
- Yano Anaya ca Grover Dill
- Tedde Moore ca Miss Shields

În comentariile de pe DVD-ul filmului, regizorul Bob Clark menționează că Jack Nicholson a fost luat în calcul pentru rolul The Old Man; Clark își exprimă recunoștința că în cele din urmă a fost ales Darren McGavin, cel care a mai apărut în alte filme ale lui Clark.

## Coloană sonoră
În 2009 Rhino Records a lansat un album pe CD cu coloana sonoră a acestui film. Nu conține dialoguri vorbite în film, doar piesele originale ale coloanei sonore interpretate de Carl Zittrer și Paul Zaza, o versiune a "Silent Night" de Mormon Tabernacle Choir și muzică din secvența ștearsă Flash Gordon. Lista de piese este următoarea:
1. "Bob's Major Award" (melodia titulară)
2. "Jogging to School"
3. "Black Bart Bites the Dust"
4. "Meeting of the Minds"
5. "And They're Off!"
6. "Truth or (Triple Dog) Dare"
7. "Jingle Bells"
8. "He Had Yellow Eyes"
9. "A Chip Off the Old Block"
10. "When Things Seem Hopeless..."
11. "Feet, Do Your Stuff!"
12. "Ralphie's Brilliant Idea"
13. "Ming the Merciless"
14. "Don't Look Back"
15. "Sleigh Bells"
16. "Ralphie's Revenge & the "F" Word"
17. "Joy to the World & Silent Night"
18. "The Bumpus Hounds Make Their Rounds"
19. "Glorious, Beautiful Christmas" (melodia de final)
20. "Silent Night" - Mormon Tabernacle Choir

## Vezi și
- Listă de filme de Crăciun
- Poveste de Crăciun, film finlandez din 2007
- Listă de filme pentru copii